# Preparerad gitarr

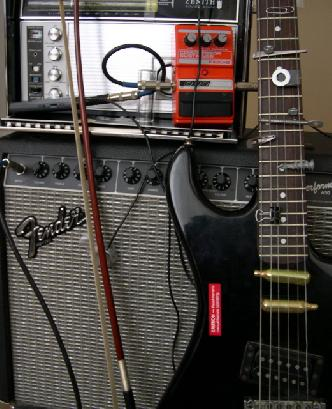
Preparerad gitarr

Preparerad gitarr är en gitarr som har fått sitt ljud förändrat genom att man placerat föremål på mellan strängarna dämmarna. Tekniken används flitigt i experimentell rock, modernistisk musik och fri improvisationsmusik.
Konceptet härstammar från preparerat piano ursprungligen lanserades av John Cage.

## Gitarrister
- Derek Bailey
- Glenn Branca
- Fred Frith
- Nikita Koshkin
- Yuri Landman
- Thurston Moore
- Lee Ranaldo
- Keith Rowe